# Piast

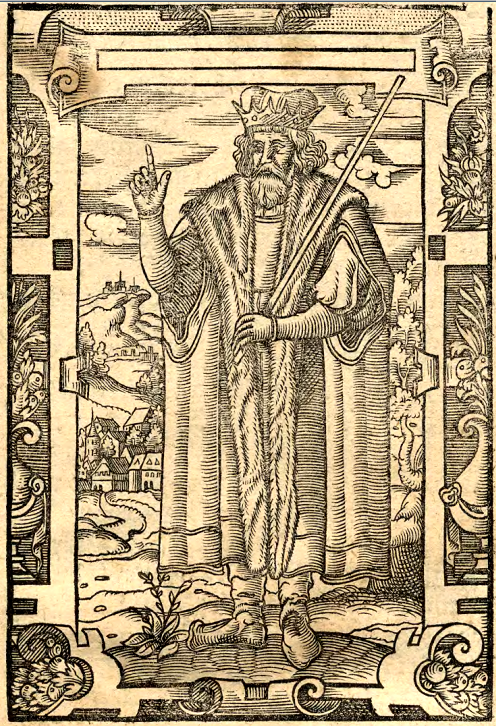
Piast, ilustracja z dzieła ks. Jana Głuchowskiego, Icones książąt i królów polskich, 1605

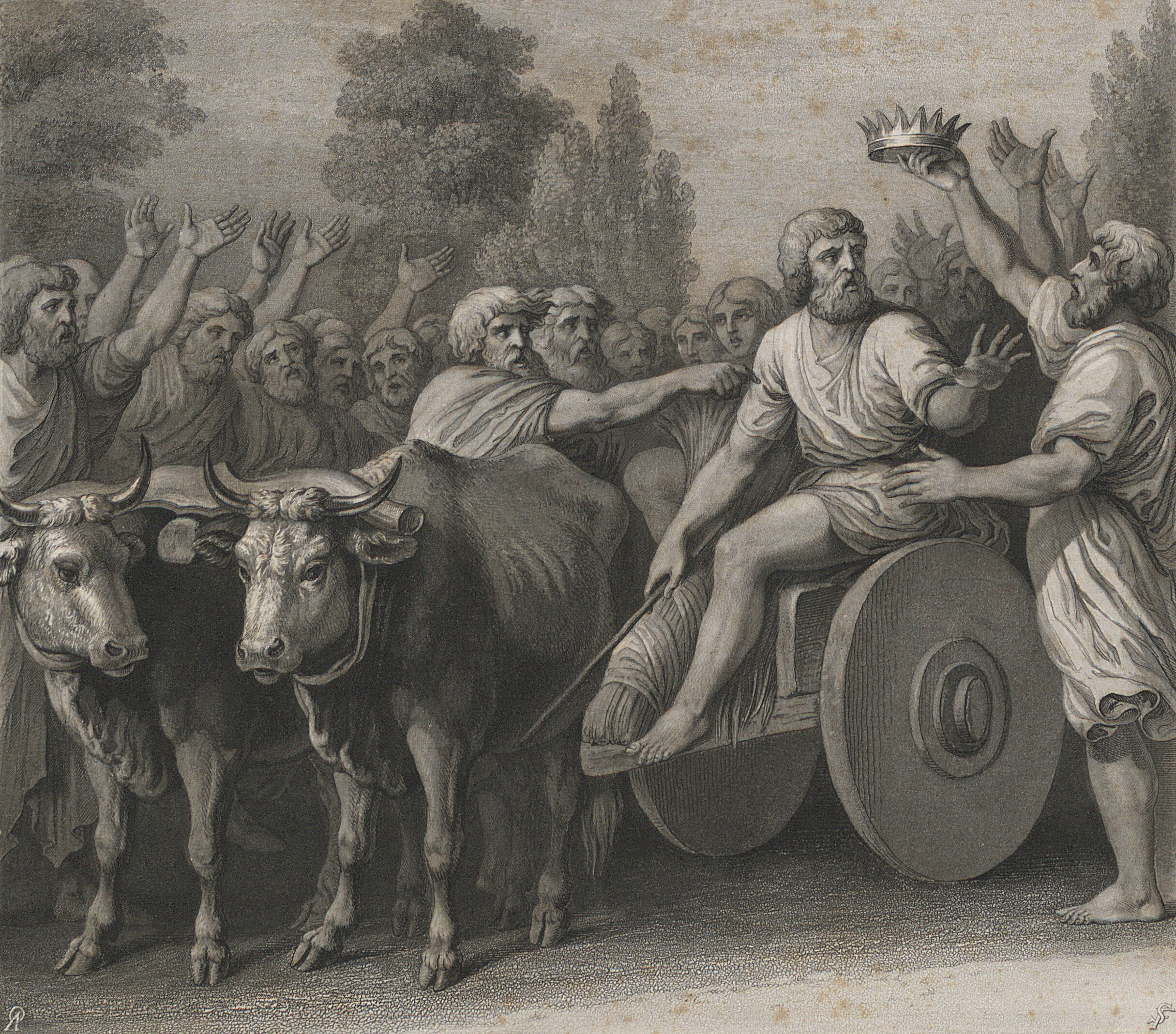
Elekcja Piasta na księcia według Antoniego Oleszczyńskiego

Piast Chościskowic (łac. Past Ckosisconis, Pazt filius Chosisconisu), także Piast Kołodziej, Piast Oracz – legendarny protoplasta dynastii Piastów; ojciec Siemowita, mąż Rzepichy.

## Kronika Galla Anonima
Według Galla Anonima był synem Chościska i ubogim oraczem spod Gniezna. Miał żonę Rzepichę i syna Siemowita.
Podczas uczty z okazji postrzyżyn synów księcia Popiela, dwóch tajemniczych pielgrzymów stara się wejść do miejsca, gdzie odbywa się wydarzenie. Zostają odpędzeni w krzywdzący sposób i dlatego decydują się ruszyć na podgrodzie, gdzie trafiają na dom oracza Piasta. Piast jest w trakcie przygotowań do postrzyżyn jedynego syna, jednak pełny współczucia na los wędrowców, zaprasza ich do swojej chaty. W pewnym momencie wędrowcy pytają o coś do picia, a gościnny Piast, choć ma tylko jedną beczkę piwa, którą szykował na ucztę z okazji postrzyżyn syna, otwiera ją i polewa strudzonym. Okazuje się, że za sprawą cudu piwo w beczce nie kończy się, gdyż piwo nalane podczas uczty na stole książęcym znika. Dodatkowo wędrowcy kazali Piastowi zabić prosiaka, którym za sprawą cudu napełniono 10 naczyń zwanych cebry. Piast, z powodu cudownej atmosfery i przeczucia, że dzieje się coś wielkiego, pyta wędrowców, czy mógłby zaprosić księcia z uwagi na to, że krzywdząco ich wcześniej odpędził. Wędrowcy jednak pozwalają i książę zaproszony przez Piasta (gdyż nie uważano wtedy za ujmę księciu zachodzić do chaty poddanego) dołącza do uczty. Nieznajomi postrzygli syna Piasta i nadali mu imię Siemowit. Według kronikarza tenże Siemowit urósł w zacności do tego stopnia, iż „król królów i książę książąt za powszechną zgodą ustanowił go księciem Polski, a Popiela wraz z potomstwem doszczętnie usunął z królestwa.”
Uważa się, iż historia ta ma za zadanie legitymować boskie prawo do tronu dynastii Piastów, gdyż wspomnianych owych „dwóch gości” kronikarz uważa za przybyłych z „woli Boga.” Cuda wykonane za ich sprawą przypisuje także działaniom tegoż Boga i zaświadcza, iż to oni dokonali postrzyżyn Siemowita. Potem Siemowit zostaje władcą z ramienia „króla królów i księcia książąt,” która to zwierzchność może być interpretowana jako Jezus.

## Późniejsze podania
Opowieść o Piaście została powtórzona bez znaczących zmian przez Wincentego Kadłubka. Pierwsze poważniejsze dodatki do legendy przyniosła dopiero Kronika Dzierzwy z początku XIV wieku, według której tajemniczy goście Piasta mieli być aniołami bądź świętymi Janem i Pawłem.
Kronika wielkopolska przeniosła akcję całej legendy z Gniezna do Kruszwicy, jednocześnie następcą Popiela czyniąc nie Siemowita, a samego Piasta. Siemowit miał zostać księciem dopiero po śmierci ojca, Piast miałby być wybrany na księcia przez wiec na skutek ponownego pojawienia się tajemniczych gości z postrzyżyn, którzy dopiero wówczas dokonują cudownego rozmnożenia jadła. Kronika wywodzi również imię Piasta od określenia człowieka niskiego wzrostu, za to silnego ciałem i pięknego wyglądu. Historię tę powtórzył Jan Długosz, dodając, że Piast został wybrany na księcia w obliczu najazdu sąsiadów po śmierci Popiela, wydatował także błędnie te wydarzenia na 954 lub 964 rok. Długosz podaje także historię o umieszczeniu przez Piasta chłopskich sandałów w pałacu dla świadectwa niskiego stanu, z jakiego pochodzi władca, o jego pomyślnych rządach i przeniesieniu stolicy z Kruszwicy do Gniezna. Piast miał według kronikarza umrzeć w wieku 120 lat, nie doprowadzając jednak do odzyskania zwierzchnictwa nad krajami, którymi dawniej rządzili synowie Leszka III.
Marcin Bielski powtórzył wersję Długosza, uczynił jednak z Piasta bartnika lub kołodzieja i dodał drugą oprócz wiecu możnych historię jego elekcji. Księciem według ustaleń możnych miał zostać ten, który się do nich „najpierwej przewiezie przez to jezioro”, a los sprawił, że był to wracający ze swojej pasieki po drugiej stronie jeziora Piast. Bielski skorygował również datację Długosza na 842 rok i dodał informację iż Piast został księciem w wieku 70 lat, a panował lat 50.

## Genealogia
| NN ur. ? zm. ? | NN ur. ? zm. ? |                       |                       | NN ur. ? zm. ? | NN ur. ? zm. ? |  |  | NN ur. ? zm. ? | NN ur. ? zm. ? |                |                | NN ur. ? zm. ? | NN ur. ? zm. ? |
|                |                |                       |                       |                |                |  |  |                |                |                |                |                |                |
|                |                |                       |                       |                |                |  |  |                |                |                |                |                |                |
|                |                | Chościsko ur. ? zm. ? | Chościsko ur. ? zm. ? |                |                |  |  |                |                | NN ur. ? zm. ? | NN ur. ? zm. ? |                |                |
|                |                |                       |                       |                |                |  |  |                |                |                |                |                |                |
|                |                |                       |                       |                |                |  |  |                |                |                |                |                |                |
|                |                |                       |                       |                |                |  |  |                |                |                |                |                |                |

|  |  | Rzepicha ur. ? zm. ? OO ? | Rzepicha ur. ? zm. ? OO ? | Piast (ur. ?, zm. ?)          | Piast (ur. ?, zm. ?) |  |  |  |  |
|  |  |                           |                           |                               |                      |  |  |  |  |
|  |  |                           |                           |                               |                      |  |  |  |  |
|  |  |                           |                           |                               |                      |  |  |  |  |
|  |  |                           |                           | Siemowit ur. ? zm. pocz. X w. |                      |  |  |  |  |

## Piast jako symbol

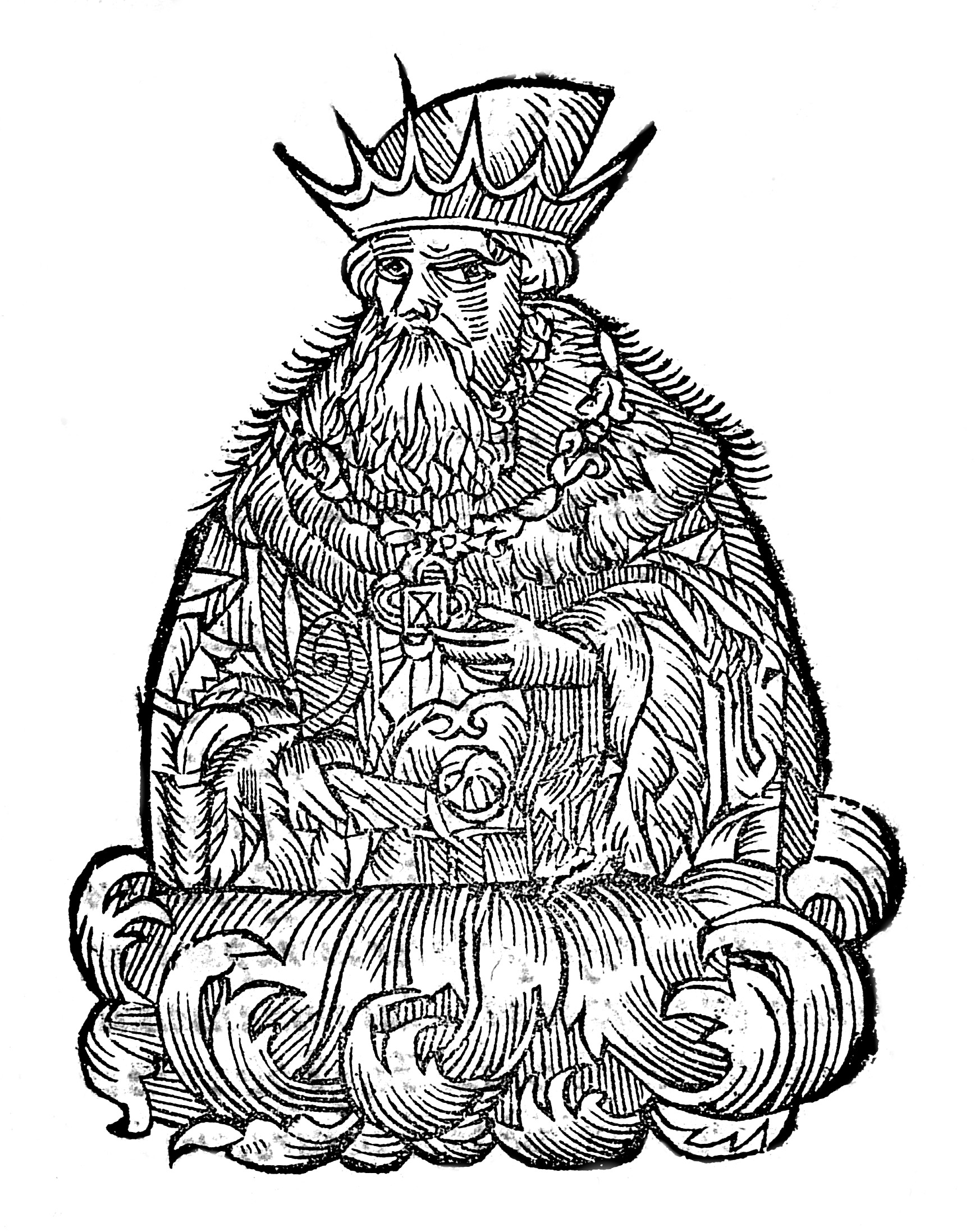
Piast z „Opisu krajów Europy Wschodniej” A. Guagniniego

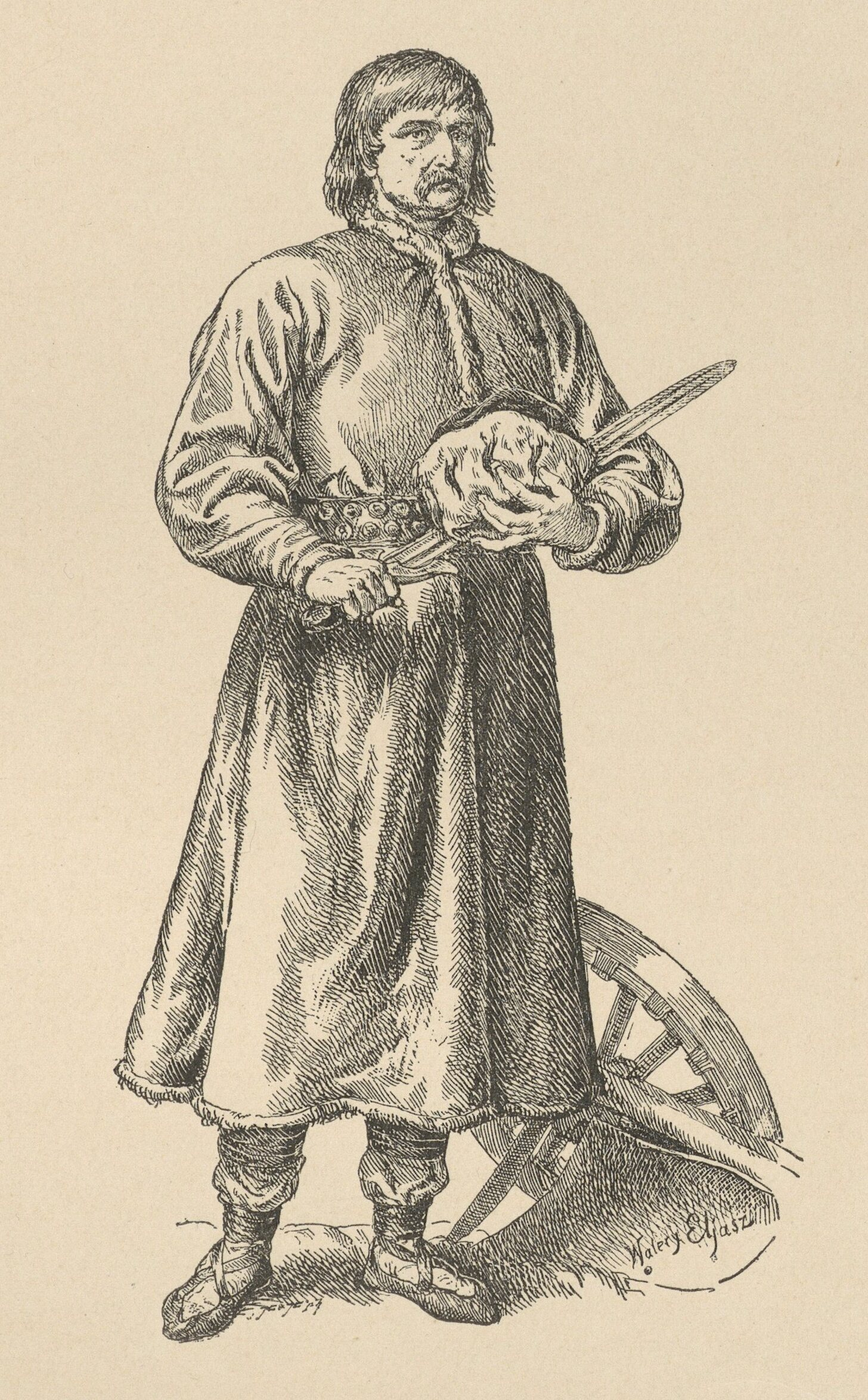
Piast na obrazie Walerego Eljasza-Radzikowskiego

W okresie rozkwitu sarmatyzmu i demokracji szlacheckiej w Polsce Piast stał się synonimem swojskości i ideałów szlacheckiego życia na wsi. Szlachta odwoływała się do symbolu Piasta szczególnie często podczas elekcji, kiedy to nawoływano do wyboru „króla-Piasta” (czyli Polaka), przeciwstawianego cudzoziemskim kandydatom do tronu.
Symbol Piasta uległ dalszemu rozwojowi w następnych epokach. W okresie oświecenia upatrywano w nim ideału „poczciwego przodka”, pracującego dla państwa nie orężem ale ciężką pracą; jako ideał Piasta przedstawiany był Kazimierz Wielki. W okresie romantyzmu uczyniono z Piasta symbol polskości, starosłowiańskiego ideału cnoty i uosobienie idei demokratycznych. Do postaci Piasta-szczęśliwego chłopa powrócono w okresie Młodej Polski.
Postać Piasta była często wykorzystywana przez partie prawicowe i ludowe. Znalazł się on także w nazwie Polskiego Stronnictwa Ludowego.

## Piast w literaturze
Postać Piasta opisana została w literaturze i pojawia się w wielu utworach takich jak:
- Stara baśń (1876) – powieść historyczna Józefa Ignacego Kraszewskiego
- Król Piast (1888) – powieść historyczna Józefa Ignacego Kraszewskiego
- Za króla Piasta Polska wyrasta – wiersza Kornela Makuszyńskiego
- Dagome iudex – Piast Kołodziej udziela pomocy głównemu bohaterowi (Dago-Piastunowi) luźno opartej na faktach historycznych powieści historycznej Zbigniewa Nienackiego (lub w innym wydaniu Historia Sekretna) przedstawiający życie Piastuna, podboje oraz zjednoczenie krain ówczesnych plemion.
- Król-Duch – poemat Juliusza Słowackiego.

## Piast w nauce historycznej
W XIX wieku przypuszczano, że Piast był majordomusem na dworze Popiela. Sądzono nawet za Tadeuszem Wojciechowskim, że imię „Piast” w rzeczywistości było określeniem pełnionej funkcji piastuna. Wskazywano tu na analogię do Pepina Krótkiego, majordoma, który w 751 roku przejął władzę w państwie Franków.
Późniejsi badacze, jak Kazimierz Ślaski i Henryk Łowmiański, dopatrywali się w podaniu o Piaście historii ilustrującej zrzucenie przez Polan zwierzchnictwa Goplan. Z kolei Jacek Banaszkiewicz w Podaniu o Piaście i Popielu (Warszawa 1986), tłumacząc całą historię w oparciu o system trójfunkcyjny Dumézila, uznał ją za przetworzenie mitu o zmianie rodu panującego, zaś Piast-oracz miałby być herosem symbolizującym trzecią funkcję społeczną.

## Upamiętnienie

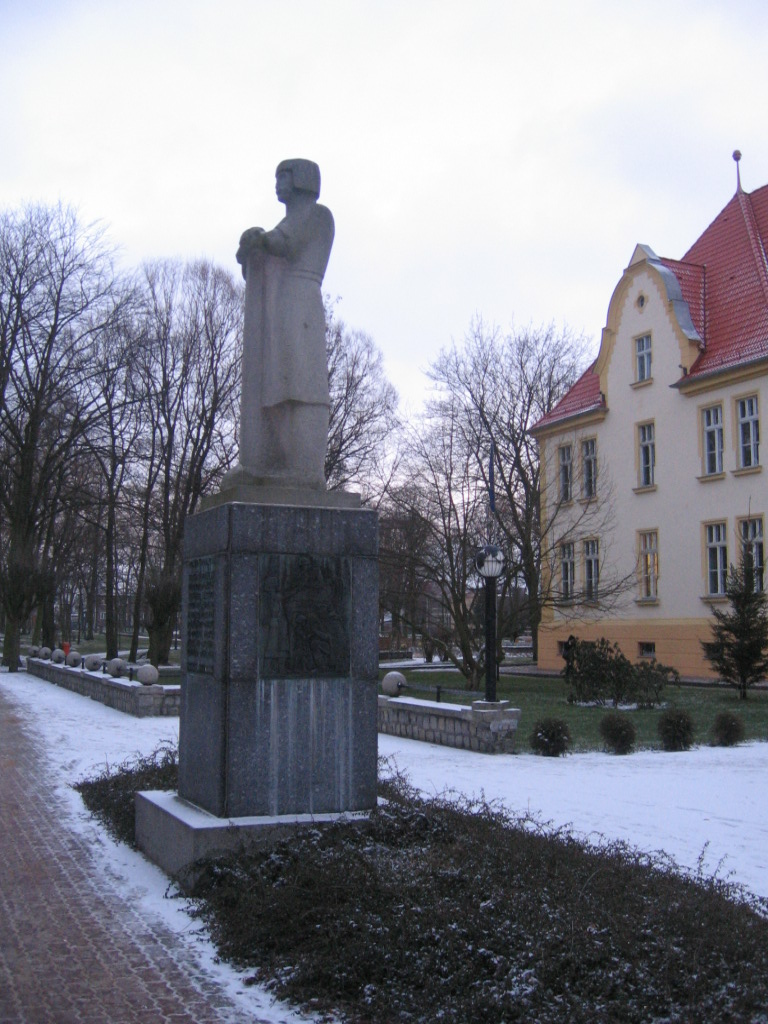
Pomnik Piasta w Złotowie

- Piasta upamiętniono pomnikiem w Złotowie.
- Piasta upamiętnia płaskorzeźba znajdująca się na fasadzie Zamku Piastów Śląskich w Brzegu opisana łacińskim podpisem „Piast. Crusvicen. Polo. Monarcha circa annum Do. DCCCXL., a quo reges Poloniae. et Silesia. duces orti.”[4]